# Bagno (powiat łomżyński)
Bagno – kolonia w Polsce położona w województwie podlaskim, w powiecie łomżyńskim, w gminie Śniadowo.
W latach 1975–1998 miejscowość administracyjnie należała do województwa łomżyńskiego.